# Hössjön, Västerbotten
Hössjön är en sjö i Umeå kommun i Västerbotten och ingår i Umeälven-Hörnåns kustområde. Sjön har en area på 0,106 kvadratkilometer och ligger 11 meter över havet. Sjön avvattnas av vattendraget Lillbäcken.

## Delavrinningsområde
Hössjön ingår i det delavrinningsområde (707009-170569) som SMHI kallar för Ovan Lakabäcken. Medelhöjden är 31 meter över havet och ytan är 7,71 kvadratkilometer. Det finns inga avrinningsområden uppströms utan avrinningsområdet är högsta punkten. Avrinningsområdets utflöde Lillbäcken mynnar i havet. Avrinningsområdet består mestadels av skog (90 procent). Avrinningsområdet har 0,11 kvadratkilometer vattenytor vilket ger det en sjöprocent på 1,4 procent. Bebyggelsen i området täcker en yta av 0,06 kvadratkilometer eller 1 procent av avrinningsområdet.